# Bucheon FC 1995

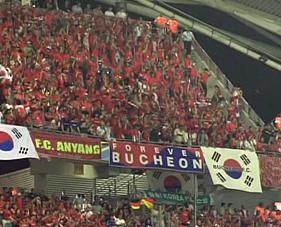
La desaparecida Forever Bucheon, desaparecida por aficionados que querían crear al nuevo equipo de Bucheon FC en un partido entre y el en el mundial de Alemania 2006.

El Bucheon FC 1995 es un equipo de fútbol de Corea del Sur que juega en la K League 2, la segunda liga de fútbol más importante del país.

## Historia
Fue fundado el 1 de diciembre de 2007 en la ciudad de Bucheon por un grupo de aficionados del desaparecido Bucheon SK luego de que el club se mudara a la ciudad de Jeju a inicios de la temporada 2006.
Luego de que el club original se mudara, los aficionados iniciaron un movimiento para establecer a un equipo que representara a la ciudad con el objetivo de que alguna día jugarían en la K League. Los requerimientos económicos eran algo altos en ese entonces, por lo que se unieron a la K3 League, pero por el reajuste que se hizo al fútbol de Corea del Sur, fue hasta el 2008 que ingresaron a la tercera categoría.